# شدلتس (استان لوبوسکی)
شدلتس (به لهستانی:  Siedlec) یک روستا در لهستان است که در گمینا تژبیل واقع شده‌است.